# Interrobang
Um interrobang (‽, ?!, !?, ?!? ou !?!)  é um sinal gráfico pouco convencional e limitadamente utilizado presente em várias línguas escritas destinado a combinar as funções do ponto de interrogação e do ponto de exclamação para representar uma surpresa e/ou felicidade e uma pergunta ao mesmo tempo.

## Aplicação
Uma frase que termina com um interrobang faz uma pergunta de maneira excitada, expressa entusiasmo, descrença ou faz uma pergunta retórica. Por exemplo:
- O que foi aquilo‽
- Você realmente vai sair com essa roupa‽
- Ele disse aquilo mesmo‽

O interrobang não é comumente utilizado na escrita formal; até mesmo em livros, periódicos e em outras formas de publicação gráfica o símbolo é geralmente substituído por !? ou ?!.